# Place des Treize-Cantons
La Place des Treize-Cantons est une voie située dans le 2e arrondissement de Marseille. 

## Situation et accès
Elle va de la rue du Panier à la rue de l'Évêché.

## Origine du nom
Ce nom provient de l’enseigne d’une auberge « Les treize cantons » fondée au XVIIe siècle par un Suisse ; à cette époque la Suisse était en effet constituée de treize cantons.